# Bicaubittacus longiprocessus
Bicaubittacus longiprocessus is een schorpioenvlieg uit de familie van de hangvliegen (Bittacidae). De wetenschappelijke naam van de soort is voor het eerst geldig gepubliceerd door Huang & Hua in 2005.
De soort komt voor in China.